# Eureka Tower
Eureka Tower (angleško za stolp Evreka) je stanovanjski nebotičnik v avstralskem Melbournu. V njej so stanovanja in trgovine. Je najvišja stavba v Melbournu in druga najvišja stanovanjska stavba na južni polobli.
Dokončana je bila v letu 2006, njena izgradnja pa je stala 500 milijonov avstralskih dolarjev. Ima 91 nadstropij in je z višino 297 m najvišja stolpnica v Avstraliji. Edina avstralska zgradba, ki je višja, je Sydney Tower. 
V zgradbi je 554 stanovanj, katerih cena se giblje od 285.000 avstralskih dolarjev in do vrtoglavih 8 milijonov za stanovanje na 88. nadstropju. Prvi stanovalci so prostore med pritličjem in 80. nadstropjem zasedli konec julija 2006.
V zgradbi lahko stanovalci uporabljo tudi telovadnico, bazen in gledališče s tridesetimi stoli. 